# Дорогичинське князівство

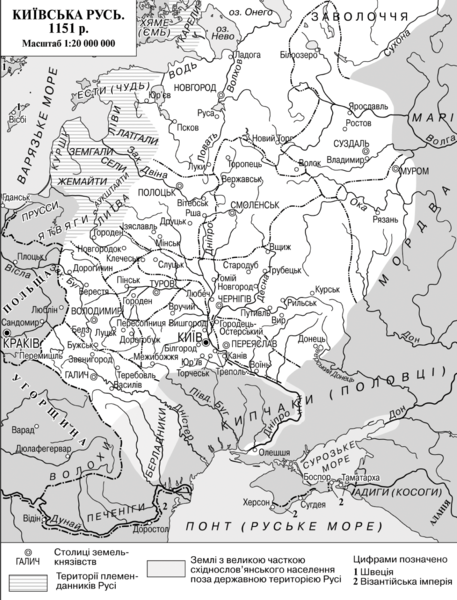
Дорогичин у складі Волинського князівства.

Дорогичинське князівство — удільне князівство у складі Волинського князівства у XII ст. Столиця князівства — місто Дорогичин, зараз у Польщі.

## Історія
Дорогичинське князівство виокремилося від Волинського у другій половині XII ст. Місцевим володарем був волинський княжич Василько Ярополчич, а потім його син, імені якого ми не знаємо. Згідно з Л. Войтовичем, Василько Ярополчич правив у Дорогичині в 1180—1182 рр.
У польських джерелах є свідчення про те, що в 1190-х рр. Польща воювала з якимось (не названим на ім'я) дорогичинським князем, бо він підтримував ворожих їй ятвягів. Потім Дорогичинська волость належала до Берестейської волості. У 1230-х рр. Дорогичинську волость захопив князь Конрад I Мазовецький, який віддав її лицарям Добжинського ордену. У березні 1238 Данило Галицький витіснив лицарів і приєднав Дорогичинську волость до своїх володінь.
В українській історії Дорогичин залишився насамперед тому, що саме тут, 1253 року Данило Галицький був коронований на «короля Русі». Згідно з твердженнями українських науковців, територія колишнього Дорогичинського князівства належить до українського етнокультурного регіону у Польщі Підляшшя[джерело?].

## Література

Панорама Дорогичина.

## Князь
- Василько Ярополчич (1180—1182)